# 後拾遺和歌集
『後拾遺和歌集』（ごしゅういわかしゅう）は、八代集の第四番目の歌集、『拾遺集』の後継として編まれた勅撰和歌集である。20巻で、総歌数は1218首（新編国歌大観本）。
勅命は白河天皇、撰者は藤原通俊。承保2年（1075年）奉勅、応徳3年（1086年）9月16日完成、同年10月奏覧された。その後、更に改訂を加えて、応徳4年（1087年）2月に再奏され、寛治元年8月に目録と序が奉献された。当時、それほど歌人として名高いわけではない通俊が撰集に当たった理由は明らかではない。
構成は『古今和歌集』を基とし、春（上・下）、夏、秋（上・下）、冬、賀、別、羇旅、哀傷、恋（四巻）、雑（六巻）からなる。巻20（雑歌六）に収める「神祇」「釈教」の分類は勅撰集における初見である。選歌範囲は『古今集』『後撰集』以後、村上朝から白河朝までの約130年間である。
この歌集は、絢爛たる王朝文化が衰退しはじめた頃、華やかなりし昔を振り返ったともいうべきものである。収録歌は正統的な旧守派の和歌から新奇的な和歌まで幅広い。和泉式部の激情がほとばしる恋歌から、赤染衛門の細やかな思い遣りの贈答歌、能因・良暹ら僧侶歌人の旅情豊かな歌、曾禰好忠の大胆で型破りの歌まで、その作者・作風ともに多種多様である。また詠歌背景を詳しく説明する長文の詞書が多く、散文的特色が指摘されている。
主な歌人としては、和泉式部（67首）・相模（39首）・赤染衛門（32首）・能因法師（31首）・伊勢大輔（26首）が挙げられる。一条朝前後の宮廷で活躍した歌人が上位を占め、女流歌人の比重も3割と大きい。そのほかにも、清原元輔・大中臣能宣・源道済・藤原長能・藤原公任ら後撰・拾遺時代の歌人も重視されている。
しかし『後拾遺集』は格調よりも率直な情感を重んじ過ぎたため、撰者が若輩の歌人だったこともあいまって、撰進当時から批判の声が高かった。『袋草紙』によれば、歌壇の重鎮でありながら撰者の任に漏れた大納言源経信は、わざわざ『難後拾遺』を著して『後拾遺集』を散々に論難するほどだったという。

## 注解
- 『後拾遺和歌集 全訳注』藤本一恵全訳注、講談社学術文庫（全4巻）、1983年
- 『後拾遺和歌集』久保田淳・平田喜信校注、岩波文庫、2019年。旧版は西下経一校注
  - 元版『新日本古典文学大系8　後拾遺和歌集』岩波書店、1994年
- 『八代集2　拾遺和歌集　後拾遺和歌集』奥村恒哉校注、平凡社〈東洋文庫〉、1986年、ワイド版2008年
- 『和歌文学大系33　後拾遺和歌集』近藤みゆき・松本真奈美校注、明治書院、2022年

## 逸話
- 通俊は歌壇の先輩たちに協力を求め、草稿本は周防内侍・康資王母・源経信らの内覧を経た[1]。特に経信とは『後拾遺問答』を取り交わし、経信の意見が選歌の入れ替えに影響した。一旦完成奏覧された後も、『難後拾遺』を重く見た通俊は、修訂を加えて再奏本を作成した。
- 津守国基の歌が『後拾遺集』に三首も入っているのは、通俊に賄賂として鰺（アジ）を贈った為だと風評され、「小鰺集」の異名を得たという（袋草紙）。
- 太田道灌が父を尋ねて越生の地に来たときに突然のにわか雨に遭い、蓑を借りようと農家に立ち寄った。その際、娘が黙って一輪の山吹の花を差し出し、兼明親王の歌「七重八重 花は咲けども 山吹の実の一つだに なきぞ悲しき」に掛けて貧乏のために貸す蓑一つさえ無いことを遠回しに伝えた伝説があり、落語の演目『道灌』の題材にもなっている。